# Erbarme dich, mein Gott
Erbarme dich, mein Gott is de bekendste aria uit de Matthäus-Passion van de Duitse componist Johann Sebastian Bach. De aria volgt direct op de verloochening van Petrus.
De tekst van de aria werd geschreven door Picander. De aria werd in het jaar 1728 geschreven. De melodie van de aria lijkt sterk op die van Ich habe genug, geschreven in 1727. Het ritme volgt het stramien van een sicilienne.

## Tekst
De tekst van het Erbarme dich wordt gezongen door een alt, waarbij volgens de traditie de partij wordt gezongen door een contratenor.
| Tekst                                                                                                 |
| --- |
| Erbarme Dich, Mein Gott, Um meiner Zähren willen Schaue hier, Herz und Auge weint vor Dir Bitterlich. |

## Muziek
De muziek is geschreven voor de volgende partijen:
- Soloviool
- Eerste viool
- Tweede viool
- Altviool
- Basso continuo

In de muziek van het Erbarme dich is een belangrijke rol weggelegd voor de eerste viool, die een droevig thema speelt vol met seufzers. De tweede viool neemt het thema af en toe over van de eerste viool. Wanneer er krachtiger gespeeld dient te worden, spelen de eerste en tweede viool ook het thema.